# Jaltomate, Zacatecas
Jaltomate är en ort i Mexiko.   Den ligger i kommunen Pinos och delstaten Zacatecas, i den centrala delen av landet, 400 km nordväst om huvudstaden Mexico City. Jaltomate ligger 2 294 meter över havet och antalet invånare är 229.
Terrängen runt Jaltomate är kuperad åt sydväst, men åt nordost är den platt. Runt Jaltomate är det ganska glesbefolkat, med 21 invånare per kvadratkilometer. Närmaste större samhälle är El Nigromante, 7,0 km öster om Jaltomate. Omgivningarna runt Jaltomate är i huvudsak ett öppet busklandskap.